# Sobir Odilov
Sobir Rahimovich Odilov (en uzbeko: Одилов Собир Раҳимович;  Taskent, Unión Soviética, 1 de marzo de 1932  – Taskent, Uzbekistán, 18 de julio de 2002) fue un arquitecto uzbeko y soviético. Se le concedió el título de Arquitecto del Pueblo de la URSS en 1981 y se desempeñó como Arquitecto Jefe de Taskent de 1970 a 1986. También fue galardonado con el Premio Estatal de la URSS en 1975.

## Biografía
Nació el 1 de marzo en Taskent de 1932. Después de graduarse en el departamento de arquitectura del Instituto Politécnico de Asia Central (ahora Universidad Técnica Estatal de Taskent) en 1955, trabajó como arquitecto jefe de Almalyk (1955-1961) y de la región de Taskent de Uzbekistán (1962-1966). Posteriormente, se desempeñó como arquitecto jefe de Taskent (1970–1984, 1990–1991).También ocupó el cargo de vicepresidente del Comité para la Construcción de la República Socialista Soviética de Uzbekistán (1975–1985, 1990–1991), dirigió el departamento (1986) y más tarde se desempeñó como director (1989) del Instituto de Diseño e Investigación Científica de Uzbekistán para la Restauración de Monumentos Culturales.
Fue autor y coautor de proyectos para el desarrollo de los centros urbanos de Taskent, Andijan y Jizzakh (1970, 1980), así como de más de 80 proyectos relacionados con el desarrollo residencial urbano y monumentos en Uzbekistán. Los proyectos notables incluyeron:
- El Palacio de la Amistad de los Pueblos lleva el nombre de VI Lenin (1977)[5][4]
- El edificio del Consejo Supremo de la República Socialista Soviética de Uzbekistán (1979)[1][5][4]
- Aspectos arquitectónicos de los monumentos a VI Lenin en la plaza central de Taskent (Mustaqillik Maydoni) (1974).[1][4][5]
- Monumento a Yuri Gagarin en Taskent (1979).[5][4]

También dirigió los equipos de arquitectos responsables del diseño de todas las estaciones del Metro de Taskent. Odilov hizo importantes contribuciones al desarrollo del arte arquitectónico y monumental y a la resolución de complejos desafíos de planificación urbana en Uzbekistán.  
Falleció el 18 de julio de 2002 en Taskent.

## Premios
- Distinguido constructor de la República Socialista Soviética de Uzbekistán (1967)[5][2][6][3]
- Arquitecto del pueblo de la URSS (1981)[1][5][10][11]
- Premio Estatal de la URSS (1975) - por la solución arquitectónica y urbanística del centro de Taskent [1]
- Orden de Amistad de los Pueblos